# Злость
Злость, зло́ба — чувство сильного раздражения и враждебности, направленное на определённый объект или ситуацию.
Злость может возникать как реакция на ситуацию, препятствующую удовлетворению потребности, в том числе в связи с физической или психологической травмой. Злость может оказывать на человека как негативное влияние, «затмевая» его разум, так и позитивное, способствуя мобилизации его возможностей. В некоторых случаях злостью также называют чувство азарта, побуждающего к активному действию, состязанию. При этом понятие может получать позитивную коннотацию: «хорошая злость».

## Отличия злости от гнева
Понятия «злость» и «гнев» хотя и очень близки, но не синонимичны. Кандидат филологических наук Юрий Владимирович Крылов выделяет следующие различия между ними:
1. Разная причина чувства. «Гнев» предполагает отрицательную когнитивную оценку ситуации, которая может иметь как частный «сенсорный» (это плохо для меня), так и нравственно-этический характер. «Злость» соответствует более непосредственной нервной реакции на ситуацию.
2. Различные формы внешнего проявления. Для «гнева» более характерно словесное и мимическое проявление, чем движения или жесты. Для «злости» же моторные проявления (дрожь, жесты, движения) вполне характерны.
3. Отличия в интенсивности и глубине эмоций. В синонимическом ряду эмотивов «гнев» позиционируется в области высокой интенсивности чувства, которое однако остаётся осознаваемым и контролируемым. Эмотив «злость» подобного значения не имеет.
4. Роль статусов субъекта и объекта эмоции. «Гнев» характерен для ситуации, в которой субъект эмоции имеет более высокий статус в возрастной или социальной иерархии, чем виновник эмоции. Например, родители могут гневаться на детей, начальник на подчиненных, профессор на студентов, но не наоборот. Для «злости» подобных ограничений нет.

Таким образом, понятие «злость» является более широким и семантически примитивным, чем «гнев». Оно применимо к субъектам, не являющимся носителями этики и социального статуса, в том числе к любым животным, тогда как «гнев» характерен только для человека в существенно ограниченном диапазоне ситуаций.